# 圣克鲁瓦 (德龙省)
圣克鲁瓦（法語：Sainte-Croix，法語發音：[sɛ̃t kʁwa] ⓘ）是法国德龙省的一个市镇，位于该省中部偏东，属于迪镇区。

## 地理
圣克鲁瓦（44°46'6"N, 5°16'59"E）面积10.78 平方千米，位于法国奥弗涅-罗讷-阿尔卑斯大区德龙省，该省份为法国东南部内陆省份，北起顺时针与伊泽尔省、上阿尔卑斯省、上普罗旺斯阿尔卑斯省、沃克吕兹省和阿尔代什省接壤。
与圣克鲁瓦接壤的市镇（或旧市镇、城区）包括：巴尔萨克、波内和圣欧邦、蓬泰、圣昂代奥勒、瓦谢尔昂坎。

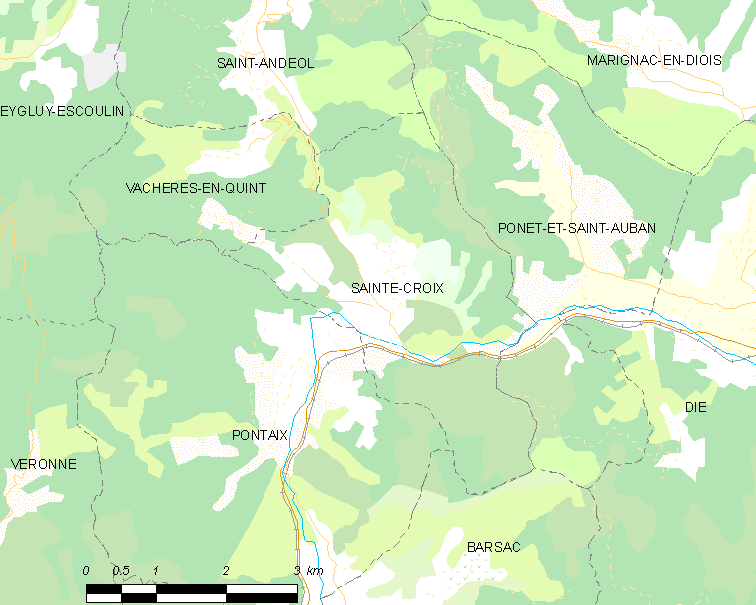
的OSM定位图

圣克鲁瓦的时区为UTC+01:00、UTC+02:00（夏令时）。

## 行政
圣克鲁瓦的邮政编码为26150，INSEE市镇编码为26299。

## 政治
圣克鲁瓦所属的省级选区为迪瓦县。

## 人口

1962-2008年间人口变化图示

圣克鲁瓦于2022年1月1日时的人口数量为101人。